# Pál Pálffy
Pál Pálffy de Erdőd (Castello di Červený Kameň, 19 gennaio 1592 – Presburgo, 26 novembre 1653) è stato un nobile ungherese.
Fu conte palatino d'Ungheria dal 1649 al 1653.

## Biografia
Pál Pálffy de Erdőd era il figlio quartogenito del conte Miklós Pálffy ab Erdőd, celebre condottiero imperiale, e di sua moglie, Maria von Fugger, figlia di Markus Fugger, della nobile e ricca casata di banchieri tedeschi, i Fugger.
Fu Geheimrat, ciambellano, primo conte perpetuo della contea di Pozsony e capitano comandante del castello reale di Presburgo (l'attuale Bratislava, in Slovacchia). Tra il 1646 ed il 1649, fu giudice reale sotto il governo dell'imperatore Ferdinando III del Sacro Romano Impero. Nel 1649 venne nominato palatino d'Ungheria e nel 1650 venne ammesso tra i cavalieri del Toson d'Oro.
Il 26 luglio 1629 sposò Franziska Khuen von Belasi (m. 1672) dalla quale ebbe tre figli:
- János Antal (1642–1694), conte perpetuo della contea di Pozsony
- János Károly (1645–1694), feldmaresciallo a Milano
- Mária Magdolna (m. 1684), sposò August von Zinzendorf in prime nozze; in seconde nozze si maritò con Fernando degli Obizzi; non ebbe eredi.

## Ascendenza
|                                              |                                    |                                        | Genitori                             |  |  | Nonni |  |  | Bisnonni               |  |  | Trisnonni                |  |
|                                              |                                    |                                        |                                      |  |  |       |  |  | Pál Pálffy de Dericska |  |  | Lőrinc Pálffy de Kápolna |  |
|                                              |                                    |                                        |                                      |  |  |       |  |  | Pál Pálffy de Dericska |  |  | Lőrinc Pálffy de Kápolna |  |
|                                              |                                    | Anna Bánffy de Újlak                   |                                      |  |  |       |  |  | Pál Pálffy de Dericska |  |  |                          |  |
| Péter Pálffy de Erdőd                        |                                    |                                        |                                      |  |  |       |  |  | Pál Pálffy de Dericska |  |  |                          |  |
|                                              |                                    | Klára Bakócz de Erdőd                  | Balázs Bakócz de Erdőd               |  |  |       |  |  |                        |  |  |                          |  |
|                                              |                                    | Klára Bakócz de Erdőd                  | Balázs Bakócz de Erdőd               |  |  |       |  |  |                        |  |  |                          |  |
|                                              |                                    | Klára Bakócz de Erdőd                  | Judita Vitovecz                      |  |  |       |  |  |                        |  |  |                          |  |
| Miklós Pálffy de Erdőd                       |                                    | Klára Bakócz de Erdőd                  |                                      |  |  |       |  |  |                        |  |  |                          |  |
|                                              |                                    | Miklós Dersffy de Szerdahely           | István Dersffy de Szerdahely         |  |  |       |  |  |                        |  |  |                          |  |
|                                              |                                    | Miklós Dersffy de Szerdahely           | István Dersffy de Szerdahely         |  |  |       |  |  |                        |  |  |                          |  |
|                                              |                                    | Miklós Dersffy de Szerdahely           | Katalin Thuz de Lak                  |  |  |       |  |  |                        |  |  |                          |  |
| Zsófia Dersffy de Szerdahely                 |                                    | Miklós Dersffy de Szerdahely           |                                      |  |  |       |  |  |                        |  |  |                          |  |
|                                              |                                    | Perpetua Batthyány                     | Boldizsár Batthyány                  |  |  |       |  |  |                        |  |  |                          |  |
|                                              |                                    | Perpetua Batthyány                     | Boldizsár Batthyány                  |  |  |       |  |  |                        |  |  |                          |  |
|                                              |                                    | Perpetua Batthyány                     | Ilona Hermanfi de Greben             |  |  |       |  |  |                        |  |  |                          |  |
| Pál Pálffy de Erdőd                          |                                    | Perpetua Batthyány                     |                                      |  |  |       |  |  |                        |  |  |                          |  |
|                                              | Anton Fugger-Kirchberg-Weissenhorn | Georg Andreas Fugger                   |                                      |  |  |       |  |  |                        |  |  |                          |  |
|                                              | Anton Fugger-Kirchberg-Weissenhorn | Georg Andreas Fugger                   |                                      |  |  |       |  |  |                        |  |  |                          |  |
|                                              | Anton Fugger-Kirchberg-Weissenhorn | Regina Imhof                           |                                      |  |  |       |  |  |                        |  |  |                          |  |
| Marcus Fugger-Kirchberg-Weissenhorn          | Anton Fugger-Kirchberg-Weissenhorn |                                        |                                      |  |  |       |  |  |                        |  |  |                          |  |
|                                              |                                    | Anna Rehlinger                         | Johann Rehlinger                     |  |  |       |  |  |                        |  |  |                          |  |
|                                              |                                    | Anna Rehlinger                         | Johann Rehlinger                     |  |  |       |  |  |                        |  |  |                          |  |
|                                              |                                    | Anna Rehlinger                         | Anna Dietenheimer                    |  |  |       |  |  |                        |  |  |                          |  |
| Maria Magdalena Fugger-Kirchberg-Weissenhorn |                                    | Anna Rehlinger                         |                                      |  |  |       |  |  |                        |  |  |                          |  |
|                                              |                                    | Wilhelm IV von Eberstein-Neu-Eberstein | Bernhard III Eberstein-Neu-Eberstein |  |  |       |  |  |                        |  |  |                          |  |
|                                              |                                    | Wilhelm IV von Eberstein-Neu-Eberstein | Bernhard III Eberstein-Neu-Eberstein |  |  |       |  |  |                        |  |  |                          |  |
|                                              |                                    | Wilhelm IV von Eberstein-Neu-Eberstein | Kunigunde von Waldburg-Sonnenberg    |  |  |       |  |  |                        |  |  |                          |  |
| Sybilla von Eberstein                        |                                    | Wilhelm IV von Eberstein-Neu-Eberstein |                                      |  |  |       |  |  |                        |  |  |                          |  |
|                                              |                                    | Giovanna di Hanau-Lichtenberg          | Filippo III di Hanau-Lichtenberg     |  |  |       |  |  |                        |  |  |                          |  |
|                                              |                                    | Giovanna di Hanau-Lichtenberg          | Filippo III di Hanau-Lichtenberg     |  |  |       |  |  |                        |  |  |                          |  |
|                                              |                                    | Giovanna di Hanau-Lichtenberg          | Sibilla di Baden-Sponheim            |  |  |       |  |  |                        |  |  |                          |  |
|                                              |                                    | Giovanna di Hanau-Lichtenberg          |                                      |  |  |       |  |  |                        |  |  |                          |  |